# Синьял-Покровское
Синья́л-Покро́вское (чув. Çĕньял Покровски) — деревня в Чебоксарском районе Чувашской Республики. Входит в состав Синьял-Покровского сельского поселения.

## География
Находится в северной части Чувашии на расстоянии приблизительно 13 км на запад по прямой от районного центра поселка Кугеси.

## История
Известна с 1858 года как околоток села Ишлей-Покровское (ныне Ишлеи) с 163 жителями. В 1897 году был учтен 171 житель, в 1926 — 52 двора, 262 жителя, в 1939—362 жителя, в 1979—279. В 2002 году было учтено 80 дворов, в 2010 — 85 домохозяйств. В 1931 образован колхоз «Синьял», в 2010 работал СПК "Колхоз «Пучах».

## Население
Постоянное население составляло 253 человека (чуваши 98 %) в 2002 году, 251 в 2010.